# Платерина
Платерина (Liza aurata) е вид лъчеперка от семейство Mugilidae. Видът не е застрашен от изчезване.

## Разпространение и местообитание
Разпространен е в Албания, Алжир, Белгия, Босна и Херцеговина, България, Великобритания, Германия, Гибралтар, Грузия, Гърнси, Гърция, Дания, Джърси, Египет, Западна Сахара, Израел, Ирландия, Испания, Италия, Кипър, Либия, Ливан, Мавритания, Ман, Мароко, Монако, Нидерландия, Норвегия, Палестина, Полша, Португалия, Румъния, Русия, Сенегал, Сирия, Словения, Сърбия, Тунис, Турция, Украйна, Фарьорски острови, Франция, Хърватия, Черна гора и Швеция.
Обитава крайбрежията и пясъчните дъна на сладководни и полусолени басейни, морета и лагуни. Среща се на дълбочина от 1,5 до 54 m, при температура на водата от 10,8 до 18,8 °C и соленост 34,2 — 37,2 ‰.

## Описание
На дължина достигат до 59 cm.